# Gueures
Gueures est une commune française située dans le département de la Seine-Maritime en région Normandie.

## Géographie

### Localisation
Gueures, commune située à une dizaine de kilomètres de Dieppe.

### Hydrographie
La commune est située dans le bassin Seine-Normandie. Elle est drainée par la Saâne et la Vienne,.
La Saâne, d'une longueur de 40 km, prend sa source dans la commune de Yerville et se jette  dans la Mancheen limite des communes d'Sainte-Marguerite-sur-Mer et de Quiberville-sur-Mer, après avoir traversé 24 communes. 

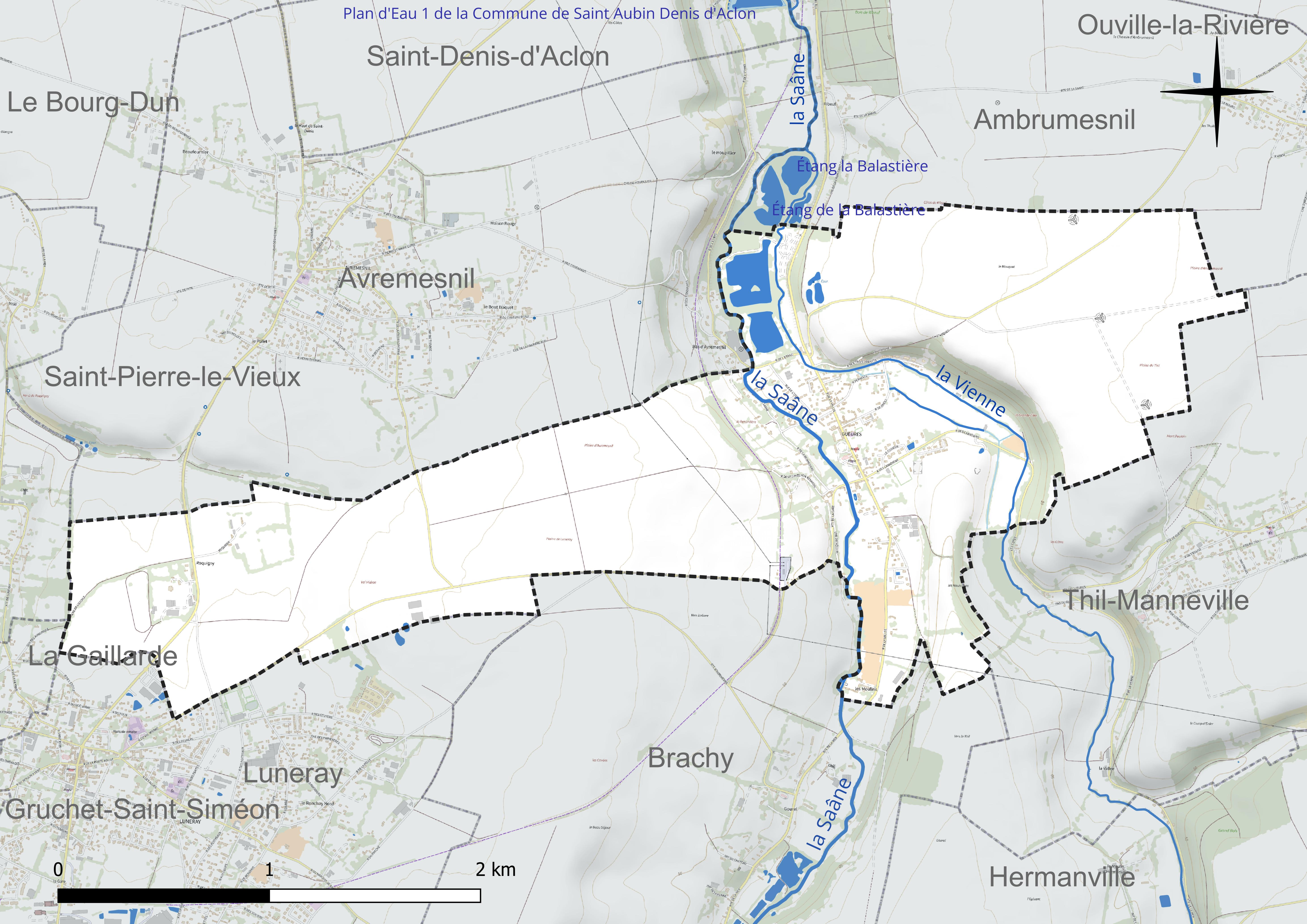
Réseau hydrographique de Gueures.

La Vienne, d'une longueur de 15 km, prend sa source dans la commune de Beauval-en-Caux et se jette  dans la Saâne à Ambrumesnil, après avoir traversé neuf communes. 

### Climat
Pour des articles plus généraux, voir Climat de la Normandie et Climat de la Seine-Maritime.
En 2010, le climat de la commune est de type climat océanique franc, selon une étude du CNRS s'appuyant sur une série de données couvrant la période 1971-2000. En 2020, Météo-France publie une typologie des climats de la France métropolitaine dans laquelle la commune est exposée à un climat océanique et est dans la région climatique Côtes de la Manche orientale, caractérisée par un faible ensoleillement (1 550 h/an) ; forte humidité de l’air (plus de 20 h/jour avec humidité relative > 80 % en hiver), vents forts fréquents. Parallèlement le GIEC normand, un groupe régional d’experts sur le climat, différencie quant à lui, dans une étude de 2020, trois grands types de climats pour la région Normandie, nuancés à une échelle plus fine par les facteurs géographiques locaux. La commune est, selon ce zonage, exposée à un « climat maritime », correspondant au Pays de Caux, frais, humide et pluvieux, légèrement plus frais que dans le Cotentin.
Pour la période 1971-2000, la température annuelle moyenne est de 10,8 °C, avec une amplitude thermique annuelle de 12,9 °C. Le cumul annuel moyen de précipitations est de 891 mm, avec 12,8 jours de précipitations en janvier et 8,6 jours en juillet. Pour la période 1991-2020, la température moyenne annuelle observée sur la station météorologique la plus proche, située sur la commune de Dieppe à 12 km à vol d'oiseau, est de 11,3 °C et le cumul annuel moyen de précipitations est de 805,2 mm,. Pour l'avenir, les paramètres climatiques de la commune estimés pour 2050 selon différents scénarios d'émission de gaz à effet de serre sont consultables sur un site dédié publié par Météo-France en novembre 2022.

## Urbanisme

### Typologie
Au 1er janvier 2024, Gueures est catégorisée commune rurale à habitat dispersé, selon la nouvelle grille communale de densité à sept niveaux définie par l'Insee en 2022.
Elle est située hors unité urbaine. Par ailleurs la commune fait partie de l'aire d'attraction de Dieppe, dont elle est une commune de la couronne,. Cette aire, qui regroupe 62 communes, est catégorisée dans les aires de 50 000 à moins de 200 000 habitants,.

### Occupation des sols
L'occupation des sols de la commune, telle qu'elle ressort de la base de données européenne d’occupation biophysique des sols Corine Land Cover (CLC), est marquée par l'importance des territoires agricoles (88,9 % en 2018), en diminution par rapport à 1990 (89,9 %). La répartition détaillée en 2018 est la suivante : 
terres arables (64,3 %), prairies (24,6 %), zones urbanisées (6 %), forêts (3 %), eaux continentales (2,1 %). L'évolution de l’occupation des sols de la commune et de ses infrastructures peut être observée sur les différentes représentations cartographiques du territoire : la carte de Cassini (XVIIIe siècle), la carte d'état-major (1820-1866) et les cartes ou photos aériennes de l'IGN pour la période actuelle (1950 à aujourd'hui).

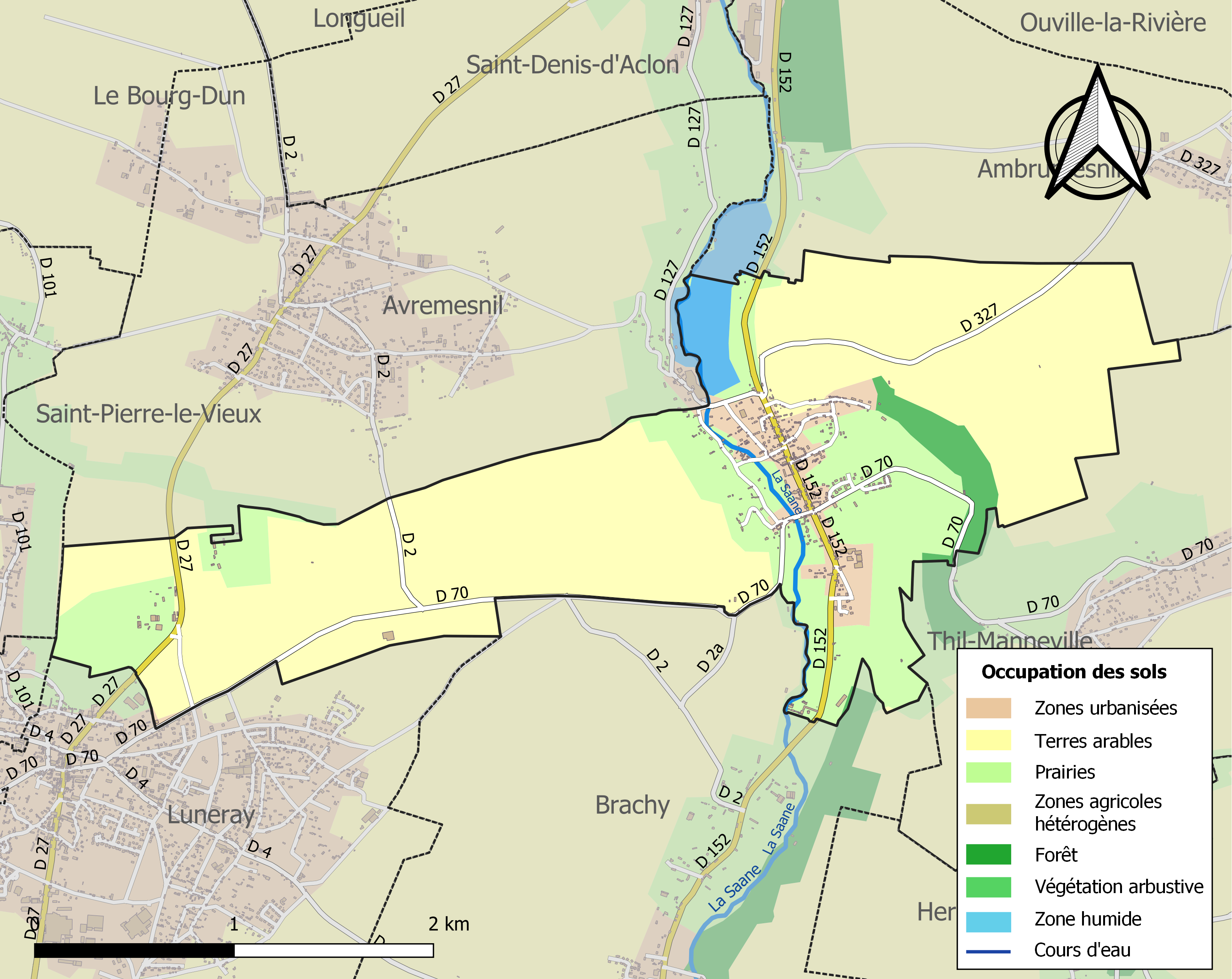
Carte des infrastructures et de l'occupation des sols de la commune en 2018 (CLC).

## Toponymie
Le nom de la localité est mentionné sous la forme latinisée Cora in pago Tellau en 685-7 dans la chronique de Fontenelle, puis sous les formes Gera, Geram au IXe siècle et Guerres, forme constante au Moyen Âge. Le dérivé Gourel, commune voisine suggère la justesse du primitif Cora que l'on retrouve par ailleurs dans la Cure, rivière de l'Yonne, Kœur (Meuse, Coria 709), Gorres à Beuvry (Pas-de-Calais, Gorea 1136), basés sur le thème hydronymique cor / gor, d'origine peut-être celtique.

## Histoire
La présence humaine sur le site de Gueures est attestée très tôt, dès les périodes couvrant le paléolithique et le néolithique.
On y trouve encore des éléments témoignant de l'établissement d'une communauté à l'époque gallo-romaine.
Peut être Gueures est-elle le Gauriacum donné en 750 par Pépin le Bref à l'abbaye de Saint-Denis, mais l'histoire connue commence en 1431, quand Jeanne de Gueures épouse Guillaume de Canouville et crée la lignée des Canouville qui règne sur le plein fief jusqu'à la Révolution. Ces derniers émigrent alors et le village est décrété bien national puis mis aux enchères. En 1792, Gueures revient à un hobereau, Emmanuel de Tocqueville, dont le fils, le comte Pierre Victor de Tocqueville, adepte de Saint-Simon, donne à la commune son essor industriel et agricole, installant une papeterie, une minoterie et une manufacture de coton. Au XXe siècle, seuls deux établissements créés par Gabriel Bourdon subsistent : la fabrique de cierges et le tissage de coton qui ont récemment disparu.

## Politique et administration
| Période                                  | Période                    | Identité         | Étiquette | Qualité |
| ---------------------------------------- | -------------------------- | ---------------- | --------- | --- |
| Les données manquantes sont à compléter. |                            |                  |           | |
| 1793                                     |                            | C. Grenier       |           | |
| 1793                                     | 1794                       | Thomas Hue       |           | |
| 1794                                     | 1796                       | Étienne Catel    |           | |
| 1796                                     | 1800                       | M. Mayeux        |           | |
| 1800                                     | 1815                       | François Oriot   |           | |
| 1815                                     | 1830                       | Louis Bourdon    |           | |
| 1830                                     | 1849                       | Louis Lefebvre   |           | |
| 1849                                     | 1852                       | Jean Grenier     |           | |
| 1852                                     | 1870                       | François Lenne   |           | |
| 1870                                     | 1874                       | Stanislas Bard   |           | |
| 1874                                     | 1874                       | Édouard Groult   |           | |
| 1874                                     | 1884                       | Jules Roussel    |           | |
| 1884                                     |                            | Modeste Forget   |           | |
| 1892                                     |                            | Edgard Bourdon   |           | |
| Les données manquantes sont à compléter. |                            |                  |           | |
| 1989                                     | mai 2020                   | Jean-Paul Maret, |           | Chef d'équipe retraité Vice-président de la CC Saâne et Vienne (2008 → 2016) Vice-président de la CC Terroir de Caux (2017 → 2020) |
| juillet 2020,                            | En cours (au 10 août 2020) | Josette Avenel   |           | |

## Démographie
L'évolution du nombre d'habitants est connue à travers les recensements de la population effectués dans la commune depuis 1793. Pour les communes de moins de 10 000 habitants, une enquête de recensement portant sur toute la population est réalisée tous les cinq ans, les populations de référence des années intermédiaires étant quant à elles estimées par interpolation ou extrapolation. Pour la commune, le premier recensement exhaustif entrant dans le cadre du nouveau dispositif a été réalisé en 2008.

En 2022, la commune comptait 524 habitants, en évolution de −3,68 % par rapport à 2016 (Seine-Maritime : +0,35 %, France hors Mayotte : +2,11 %).
| 1793 | 1800 | 1806 | 1821 | 1831 | 1836 | 1841 | 1846 | 1851 |
| ---- | ---- | ---- | ---- | ---- | ---- | ---- | ---- | ---- |
| 510  | 535  | 539  | 572  | 654  | 745  | 748  | 869  | 962  |

| 1856  | 1861 | 1866 | 1872 | 1876 | 1881 | 1886 | 1891 | 1896 |
| ----- | ---- | ---- | ---- | ---- | ---- | ---- | ---- | ---- |
| 1 004 | 904  | 840  | 758  | 691  | 706  | 690  | 737  | 699  |

| 1901 | 1906 | 1911 | 1921 | 1926 | 1931 | 1936 | 1946 | 1954 |
| ---- | ---- | ---- | ---- | ---- | ---- | ---- | ---- | ---- |
| 675  | 645  | 701  | 563  | 570  | 589  | 539  | 569  | 587  |

| 1962 | 1968 | 1975 | 1982 | 1990 | 1999 | 2006 | 2008 | 2013 |
| ---- | ---- | ---- | ---- | ---- | ---- | ---- | ---- | ---- |
| 570  | 552  | 533  | 484  | 462  | 530  | 509  | 503  | 547  |

| 2018 | 2022 | - | - | - | - | - | - | - |
| ---- | ---- | - | - | - | - | - | - | - |
| 525  | 524  | - | - | - | - | - | - | - |

## Culture locale et patrimoine

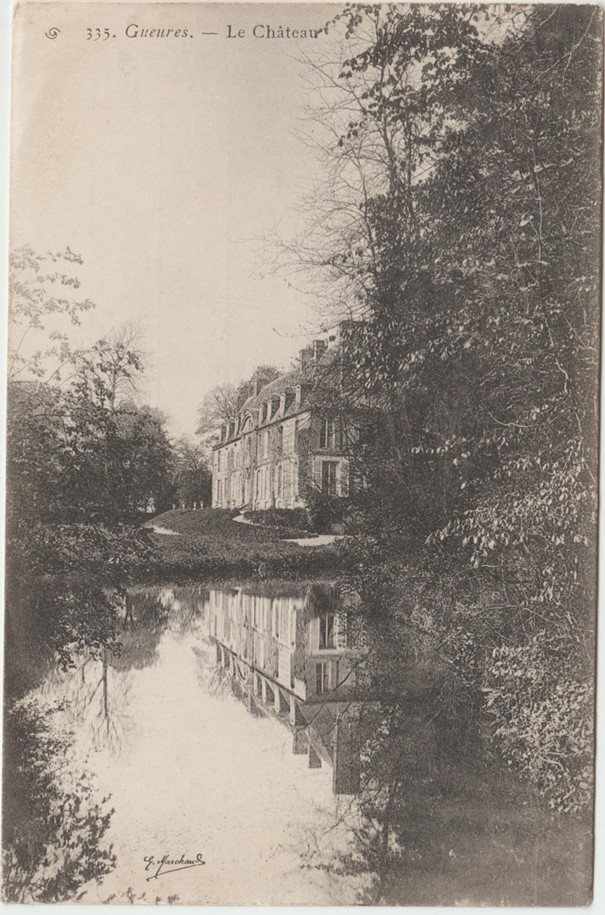
Photographie ancienne du château de Gueures.

### Lieux et monuments

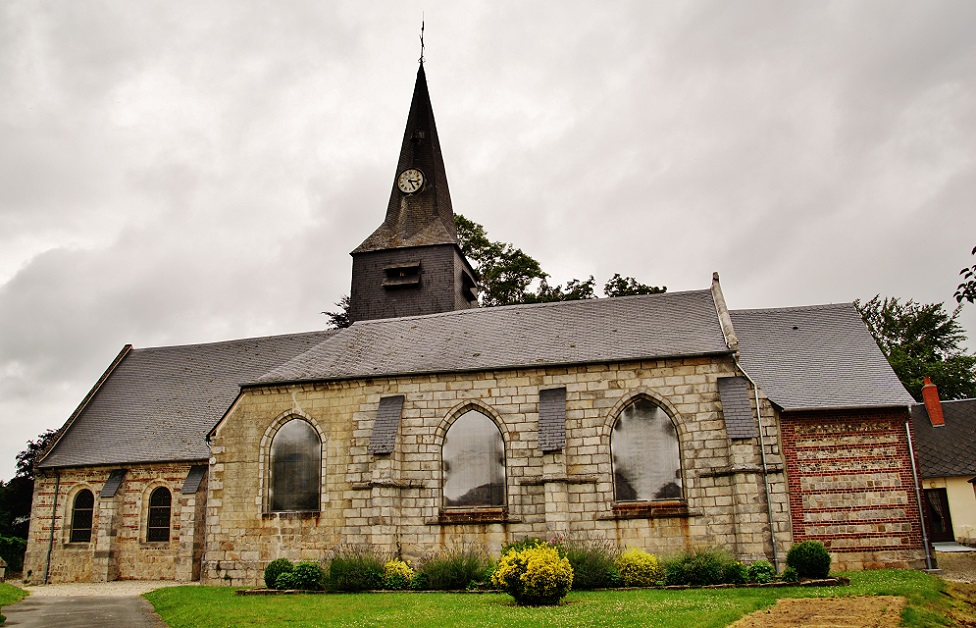
L'église paroissiale Saint-Pierre.

Le village offre au regard un certain nombre de bâtiments construits sous la Restauration, dans le plus pur style anglais. Il possède son château, une belle demeure seigneuriale, reconstruite dans la dernière partie du XVIIIe siècle, et dont le jardin à l'anglaise est traversé par la Saâne. On peut y admirer une petite église dédiée à saint Pierre et datant du XIIe siècle et remaniée de nombreuses fois.

### Personnalités liées à la commune
- Maurice Leblanc séjourna au château que louait alors sa sœur Jehanne[26]. Ce village est cité plusieurs fois et est au cœur de son roman La Comtesse de Cagliostro. Dans cet ouvrage, le château de Gueures est la propriété du chevalier des Aubes.